# Der Feuerwehrball
Der Feuerwehrball ist eine tschechoslowakische Komödie des Regisseurs Miloš Forman aus dem Jahr 1967, produziert von den Prager Filmstudios Barrandov.

## Handlung
Der Film schildert als Groteske den pannenreichen Feuerwehrball in einer tschechischen Kleinstadt, der nach und nach außer Kontrolle gerät.
Am Abend der Feier beschließt der Feuerwehrvorstand kurzfristig, eine Miss-Wahl zu veranstalten. Die Mitglieder des Komitees durchsuchen den Saal nach geeigneten Kandidatinnen, werden aber kaum fündig. Zudem sind sie sich bei vielen der Mädchen uneinig. Einem Vater gelingt es nur durch Bestechung mit Alkohol, seine übergewichtige Tochter in die Auswahl zu bringen.
Zur gleichen Zeit verschwinden immer mehr Gegenstände vom Tisch mit den Tombolapreisen. Besonders die Lebensmittel sind sehr begehrt. Der pflichtbewusste Feuerwehrmann Josef bemüht sich zwar um Ordnung, hat damit aber keinen Erfolg – selbst seine Frau beteiligt sich an dem Diebstahl. Unter dem Tisch vergnügt sich unterdessen ein junges Liebespaar.
Schließlich steht der Höhepunkt des Abends bevor: Die Miss Feuerwehrball soll gekürt werden und dem todkranken Ehrenhauptmann anlässlich seines 86. Geburtstages eine kleine Axt überreichen. Doch die verschüchterten Mädchen haben keine Lust auf diese Art der Zurschaustellung und schließen sich in der Toilette ein. Im Saal werden daraufhin „Ersatzkandidatinnen“ mit Gewalt auf die Bühne getragen.
Plötzlich ertönt der Feueralarm, das Haus eines alten Mannes steht in Flammen. Da das Feuerwehrfahrzeug im Schnee feststeckt, gelingt es den Männern nicht, den Brand zu löschen. Man erklärt sich daraufhin bereit, dem alten Mann als kleinen Trost alle Tombolalose des Feuerwehrballs zu schenken. Doch bis auf einige Kitschgegenstände sind die meisten Preise ohnehin schon gestohlen worden. Der Feuerwehrvorstand zieht sich zu einer Krisensitzung zurück, um zu beraten, wie der Abend noch zu retten sei. Als man das Nebenzimmer wieder verlässt, ist der Saal leer. Nur der alte und leicht verwirrte Ehrenhauptmann wartet immer noch auf seinen Auftritt. Das Festkomitee überreicht ihm die Geschenkschatulle mit der Axt, doch es stellt sich heraus, dass auch diese gestohlen wurde.

## Hintergrund
Nach dem Erfolg seines Films Die Liebe einer Blondine im Jahr 1965 reiste Forman mit seinen Drehbuchautoren Ivan Passer und Jaroslav Papoušek in die nordtschechische Stadt Vrchlabí, um sich in der dortigen Abgeschiedenheit auf die Fertigstellung eines neuen Projekts konzentrieren zu können. Eines Abends besuchten sie gemeinsam den Ball der örtlichen Feuerwehr. „Was wir sahen, war ein solcher Albtraum, dass wir nicht aufhören konnten, uns darüber zu unterhalten“, erinnerte sich Forman später. Dieses Erlebnis diente als Inspiration für das Drehbuch zu Der Feuerwehrball.
Der Film entstand zu einem sehr geringen Budget. Die meisten Darsteller, teilweise echte Feuerwehrmänner, waren Laien.
Die Premiere fand am 15. Dezember 1967 statt. Die tschechoslowakische Regierung und die Zensoren glaubten, in der satirischen Handlung eine politische Allegorie auf das sozialistische System zu erkennen. Nach der Niederschlagung des Prager Frühlings und des anschließenden Regierungswechsels wurde der Film daher nach nur drei Wochen Laufzeit aus dem Programm genommen und „für immer verboten“. Der italienische Produzent Carlo Ponti versagte der Produktion daraufhin seine finanzielle Unterstützung. Forman selbst beteuerte damals stets, das Werk enthalte keinerlei „versteckte Symbole oder doppelte Bedeutungen“. Später gab er jedoch zu, dass die regimekritischen Anklänge durchaus beabsichtigt gewesen seien.
Nachdem er in der Tschechoslowakei verboten worden war, erwarb der französische Regisseur François Truffaut, ein Freund Formans, die Rechte an dem Film. Kurze Zeit später wurde er auf dem New York Film Festival gezeigt und erlangte dadurch internationale Bekanntheit.
Der Feuerwehrball war Formans erster Farbfilm und der vorerst letzte, den er in seinem Heimatland drehte. Erst mit Amadeus, 1984, konnte Forman wieder in der Tschechoslowakei drehen.

## Kuriositäten
- Während die Feuerwehrleute auf die Kandidatinnen zur Wahl der „Miss Feuerwehr“ warten, blättert der Feuerwehrchef in einer Ausgabe des zur damaligen Zeit in der Tschechoslowakei verbotenen deutschen Magazins Stern.[2]

## Kritiken
„Forman erzählt eine letztlich tragische und von menschlicher Skrupellosigkeit charakterisierte Geschichte mit dem ihm eigenen Humor. […] Erstaunlich ist auch, wie die Laiendarsteller mitspielen. Mit viel Engagement bestreiten sie ihren jeweiligen Part in diesem absurden Spektakel.“

“It’s like that so often. We start out with the best of intentions, but we foul things up. And then we don't know whether to laugh or cry. And that is exactly the case with Milos Forman’s “The Firemen’s Ball”, a small, warm jewel of a movie from Czechoslovakia. […] Forman develops his material with loving care. He never laughs at his characters; instead, he sees them as victims of human nature. […] This is a very warm, funny movie, and perhaps the best way you could spend an evening in a theater just now. It is a relief to find a director who doesn't force his material, who trusts us to understand what’s funny without being told.”

„Es ist wie so oft: wir beginnen mit den besten Vorsätzen, trotzdem geht alles schief. Und dann wissen wir nicht, ob wir lachen oder weinen sollen. Genau so ist es in Milos Formans „Feuerwehrball“, einem kleinen, warmherzigen Juwel von einem Film aus der Tschechoslowakei. […] Forman entwickelt seinen Stoff liebevoll. Er lacht nie über seine Personen, er sieht sie stattdessen als Opfer der menschlichen Natur. […] Dies ist ein warmherziger, lustiger Film und vielleicht die beste Art, wie man im Moment einen Kinoabend verbringen kann. Es ist erleichternd, einmal einen Regisseur zu sehen, der nicht seinen Stoff quält, sondern uns zutraut, dass wir selber wissen, was lustig ist, ohne dass man es uns sagt.“

„Der Film […] beeindruckt durch gute Beobachtungsgabe und typengemäße Besetzung. Ab 16 zu empfehlen.“

„Famos beobachtete Typenkomödie des späteren Hollywood-Regisseurs und OSCAR-Gewinners Forman.“

## Auszeichnungen
Der Feuerwehrball erhielt 1969 eine Oscar-Nominierung als Bester fremdsprachiger Film.